# Anton Løkkeberg
Anton Løkkeberg (27 dicembre 1927 – 20 aprile 1985) è stato un calciatore norvegese, di ruolo difensore.

## Carriera

### Club
Løkkeberg vestì le maglie di Selbak e Sarpsborg.

### Nazionale
Conta una presenza per la Norvegia. Il 4 luglio 1954, infatti, fu in campo nella sconfitta per 1-0 contro l'Islanda.